# جيري بينتو
جيري بينتو (بالهندية: जेरी पिन्टो؛ بالإنجليزية: Jerry Pinto) هو صحفي وكاتب هندي، ولد في 1966 في غوا في الهند.